# Албрехт III (Саксония-Лауенбург)
Вижте пояснителната страница за други личности с името Албрехт III.
Албрехт III (на немски: Albrecht III; * 1281, † 1308) от род Аскани е от 1282 до 1308 г. херцог на Саксония-Лауенбург, от 1282 до 1296 г. заедно с Албрехт II и братята му Йохан II и Ерих I.

## Живот
Син е на херцог Йохан I (1249 – 1285) и Ингеборг (* ок. 1253, † 30 юни 1302), дъщеря на Биргер Ярл от Швеция.
През 1282 г. баща му Йохан оставя управлението на тримата си сина – Йохан II († 1322), Албрехт III и Ерих I († 1359). Назначава брат си Албрехт († 1298) като техен надзорник за времето на малолетието им и отива в манастир Витенберг.
Албрехт III управлява сам от 1303 г. в Саксония-Ратцебург до смъртта си през 1308 г.

## Фамилия
Албрехт III се жени през 1302 г. за Маргарета от Бранденбург (1270 – 1315), дъщеря на маркграф Албрехт III от Бранденбург (1250 – 1300) и Матилда Датска († ок. 1300). Тя е вдовица на крал Пшемисъл II (1257 – 1296) от Полша. Той има с нея две деца:
- Албрехт († 1344), женен за София от Цигенхайн
- Ерих († 1338)